# ليونارد أدليمان
ليونارد ماكس أديلمان (بالإنجليزية: Leonard Adleman) هو عالم حاسوب أمريكي وبروفيسور في علم الحاسوب والبيولوجيا الجزئية في جامعة جنوب كاليفورنيا، عُرف بمساهمته في اختراع أول نظام تشفير عمومي RSA عام 1977 , وكذلك في مساهمته في حوسبة ال-DNA .

## صغره
وُلِد في 31/12/1945 لاب بائع اجهزة كهربائية ولأم تعمل أمينة صناديق في البنوك، وقد نشأ في سان فرانسيسكو، ولم يكن مولعا بالرياضيات ولا حتى يتطلع لان يصبح رياضياتيا ! وقد وصف نفسه في صغره أنه كان غير ناضج وساذج، وقد كانت بداية تحوله بدخوله المدرسة الثانوية وكان هذا في حصص الادب الإنجليزي حيث اقنعه الأستاذ بروعة الأفكار والتفكير من خلال قراءته لرواية هامليت. وقد أقنعه بأن المرئ يمكن أن يرى الامور بعمق أكبر من مجرد النظرة السطحية.

## الجامعة
سجل في جامعة كاليفورنيا، بركلي وقد كان في البداية يريد ان يصبح كيمائي (وقد كان هذا بسبب مسلسل سيد ويزارد) وتارة يريد ان يصبح دكتورا ! ولكنه استقر على الرياضيات وقد قال أديلمان: «لقد مررت بزليون موضوع وأخيرا الموضوع الذي استطعت ان اخرج بوقت معقول هو الرياضيات» وتخرج خلال خمسة اعوام في عام 1968 , وبعدها عمل مبرمجا في بنك اميركا وبعدها بفترة قصيرة تسجل في كلية للطب وقد قُبل بها ولكنه غير رأيه وقرر أن يتعلم الفيزياء وفعلا بدأ يتعلم في جامعة سان فرانسيسكو وبالإضافة لعمله في البنك ولكنه قرر الا يُكمل وقد قال في هذا: «لم أحب عمل التجارب ولكني احببت ان افكر بالأشياء». وبالنهاية قرر أن يعود لبريكلي ليكمل دراساته العليا والحصول على PhD في علوم الحاسوب وقد كان لهذا سببين: اولهما أن هذه الشهادة يمكن ان تثري السجل المهني وذلك لقوله: «لقد فكرت أن الحصول على PhD يمكنه ان يثري السجل المهني»، اما السبب الآخر فقد كان مدفوعا من مقال كتبه مارتن جاردنير عن نظريات جودل وقد قرر أديلمان ان يأتي بتفسير لهذه النظريات.
في عام 1976, أديلمان انهى أٌطروحته الأكاديمية بعنوان "Number Theoretic Aspects of Computational Complexities"، وبعد حصوله على ال-PhD شغل منصب أستاذ مُساعد في جامعة MIT (وقد كان والده قد اقترح عليه ان يبقى في البنك حيث يوجد خطة تقاعد جيدة !).

## خوارزمية آر إس إيه
رونالد ريفست كان أحد زملاء أديلمان في عمله الجديد حيث أنه كان مكتبيهما متقابلين، وفي ذلك الوقت كان قد أعلن مارتن هيلمان ووايتفيلد ديفي عن المقال: «افق جديدة في علم التعمية» وقد جذبت المقالة رونالد ريفست بشدة وقد حوت المقالة على نوع جديد من نماذج التشفير وأفكار جديدة حول نظام تشفير يعتمد على نوعين من المفاتيح ولكن لم يكن هناك وصفا لنظام مُماثل وقد ارتكز البحث على أن هذا النوع من نماذج التشفير يمكن الحصول عليه بواسطة دوال وحيدة الاتجاه أي يمكن حسابها بسهولة بجهة واحدة ولا توجد طريقة لقلب المُدخل. وقد كان لرونالد ريفست زميل اخر لديه نفس الحماس لايجاد نظام تشفير مماثل ولكن أديلمان كان أقل حماسة واعتقد أن هذه المهمة صعبة للغاية وغير قابلة للتنفيذ.
بدأ رونالد ريفست وعَدِي شامير بالإتيان بأفكار حول بناء دالة مُماثلة وقد أعدا معا 42 فكرة وقد قَبِل أديلمان فحص الدوال لخرق أمانها وقد نجح في كلها وفي المحاولة ال-43 لهما استخدما صعوبة التحليل لعوامل وقد وافقهما أديلمان أن الخوارزمية امنة، أعد ريفست المقال كل الليل انذاك وقد كتب أسماء كاتبي المقال حسب الترتيب الهجائي الإنجليزي: Adleman, Rivest, Shamir . ولكن أديلمان اعترض وقال: «لقد قلت لرون أن انزع اسمي انه عملك» ولكن ريفست رفض واصر على قراره. ولكن أديلمان أصر على أن يكون الكاتب الثالث أي (Rivest, Shamir,Adleman (RSA . في عام 1983 رون ريفست وعَدِي شامير وأديلمان ختموا على براءة اختراع ل-MIT واسسوا شركة RSA لحماية البيانات وأديلمان كان الرئيس وريفست كان رئيس مجلس الإدارة وأما عَدِي شامير فقد كان امين الصندوق. في عام 1996 تم بيع الشركة مقابل 200 مليون دولار.

## الانتقال من MIT
بالرغم من أن MIT وفرت له المناخ المناسب ولكنه آثر الانتقال إلى جامعة كاليفورنيا وكان ذلك عام 1980 وبعدها بثلاث اعوام تزوج من لوري بروس حيث انه التقاها في حفلة راقصة وبعدها بست اسابيع تزوجا. وفي نفس العام نشر مقالا عن فحص الاولية وقد كان أول مقال في علوم الحاسوب يُنشر في مجلة علمية عن الرياضيات وفي عام 1984 طالب علوم الحاسوب فرد كوهين وضع فكرة جديدة عن برامج تطور نفسها ذاتيا بحيث انها قد تحوي نسخة عن برنامجها المُطور ذاتيا وقد اسماها أديلمان، وقد كان المُشرف على كوهين آنذاك، فيروس.

## حوسبة ال-DNA
لقد كان ما دفعه لهذا الموضوع كان مرض الايدز وموضوع المناعة البيولجية في الجسم، وبدأ بتعلم الموضوع ومن خلال تعلمه أدرك قدرة ال-DNA على إجراء الحسابات، وفي عام 1994 نشر مقاله عن هذا الموضوع.